# Chapelle Notre-Dame-de-Bon-Cœur de Lucéram
La chapelle Notre-Dame-de-Bon-Cœur est une chapelle catholique située en France sur la commune de Lucéram, dans le département des Alpes-Maritimes en région Provence-Alpes-Côte d'Azur.
Elle fait l'objet d'un classement au titre des monuments historiques depuis le 20 juillet 1942.

## Localisation
La chapelle est située dans le département français des Alpes-Maritimes, sur le territoire de la commune de Lucéram, à 2 km, à l'ouest, près du chemin qui conduisait au col Saint-Roch (D 2566).

## Historique
La chapelle a été construite à une date inconnue, mais elle a été décorée de peintures murales datant de la fin du XVe siècle. Ces peintures sont attribuées à Giovanni Baleison, comme les peintures de la chapelle Saint-Grat.
L'édifice est classé au titre des monuments historiques en 1942.

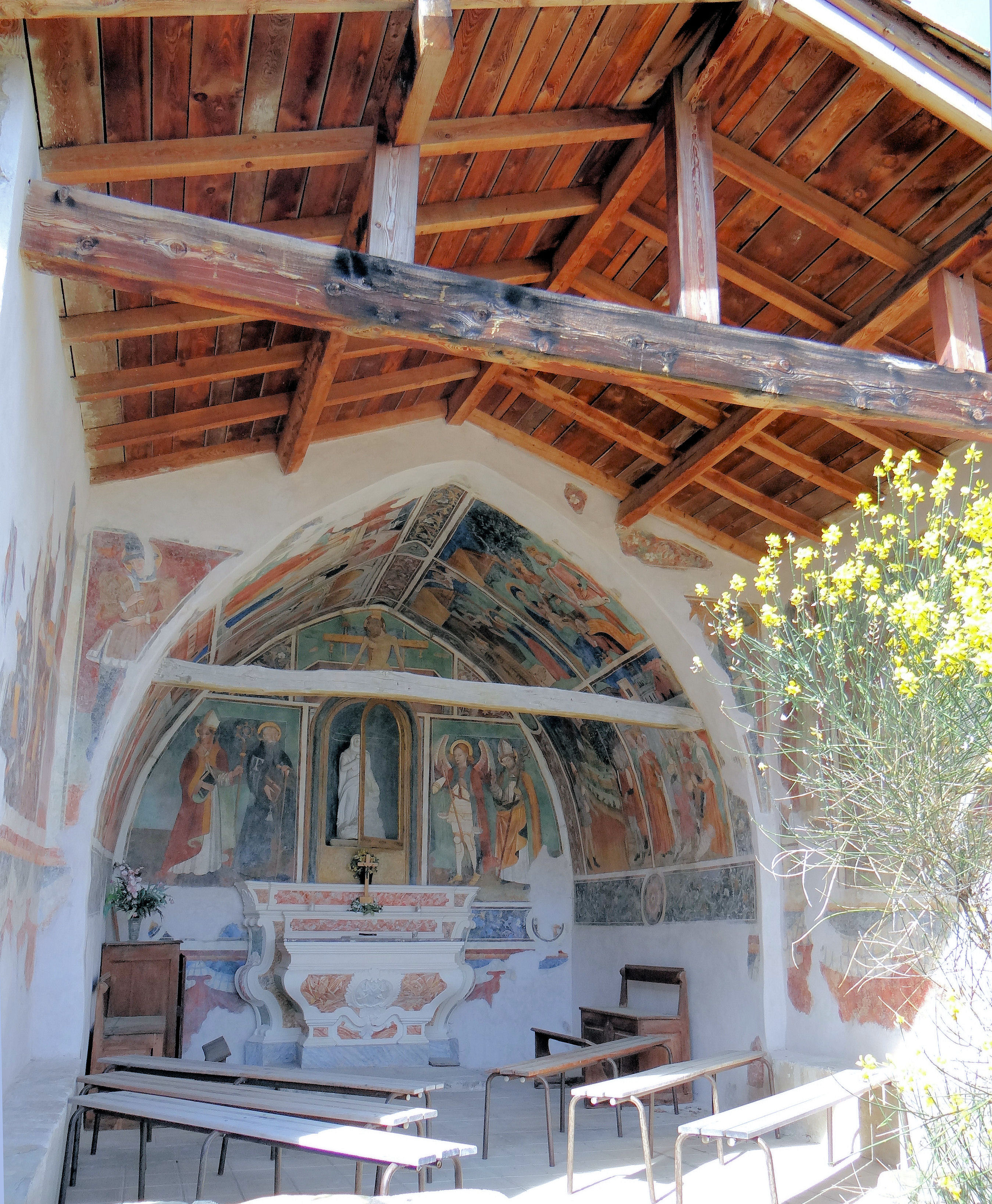
Décoration intérieur de la chapelle
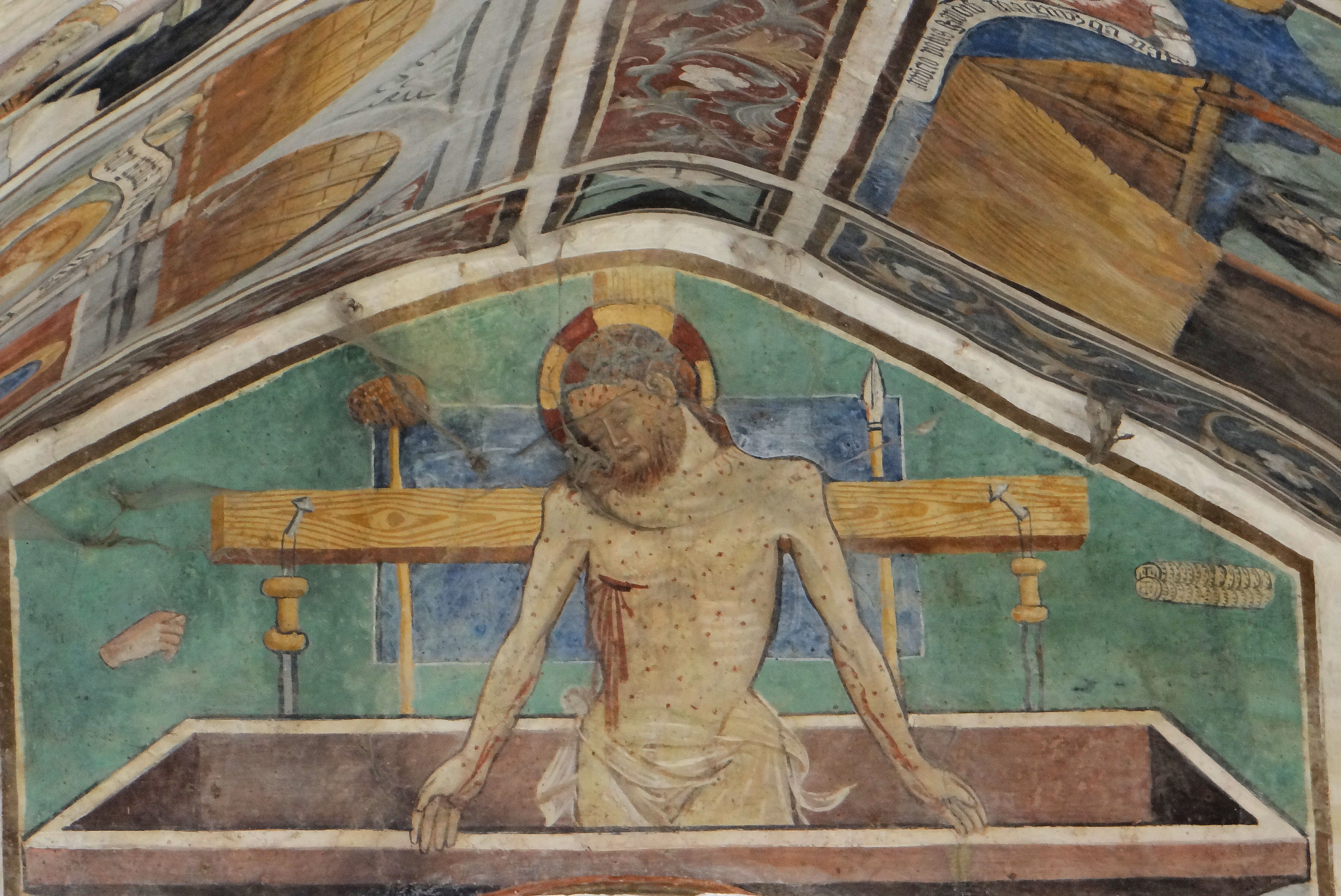
Chevet de la chapelle : Christ de Pitié debout dans le tombeau, avec les instruments de la Passion
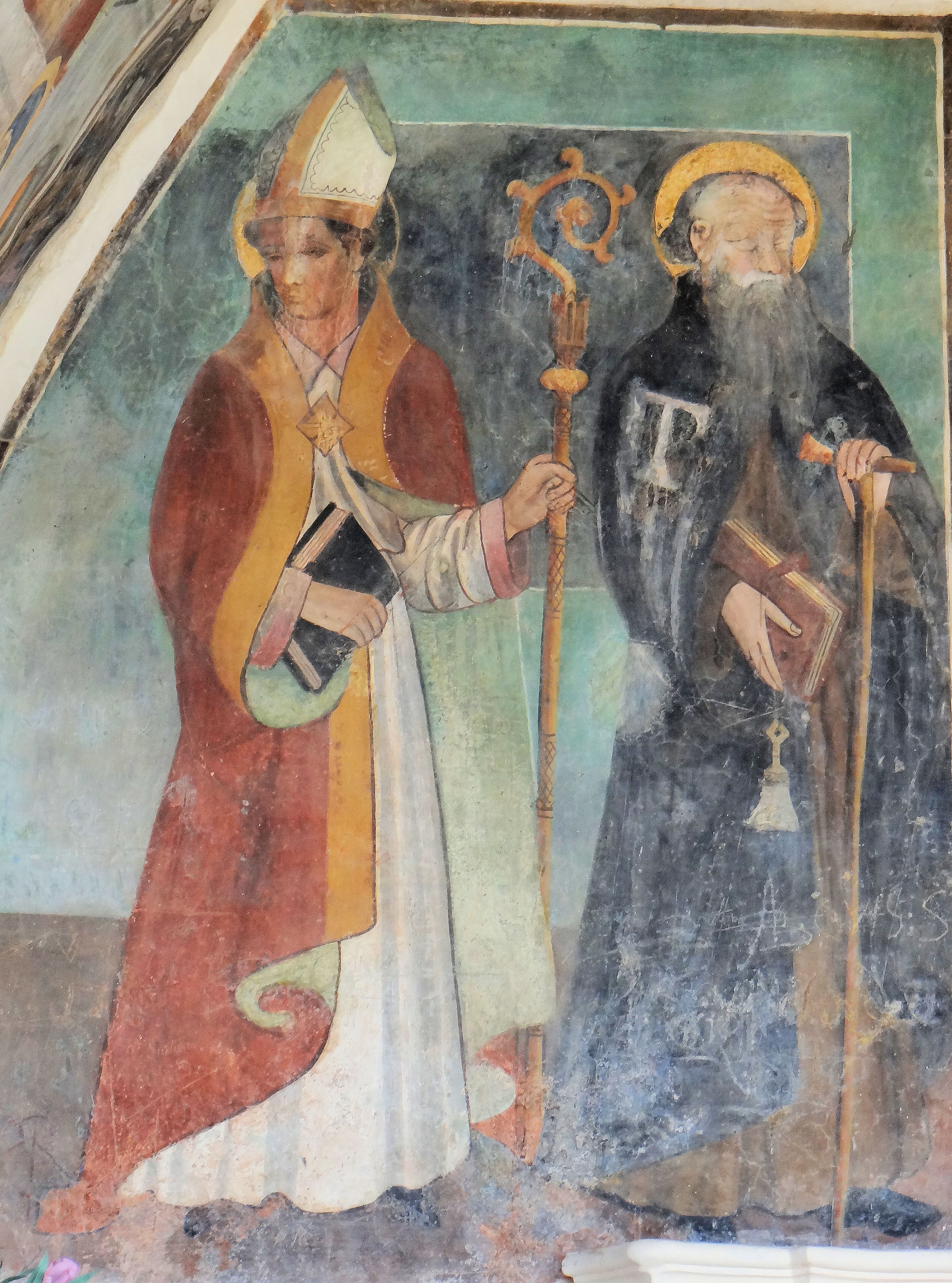
Chevet de la chapelle : saint Antoine ermite et un évêque, à gauche
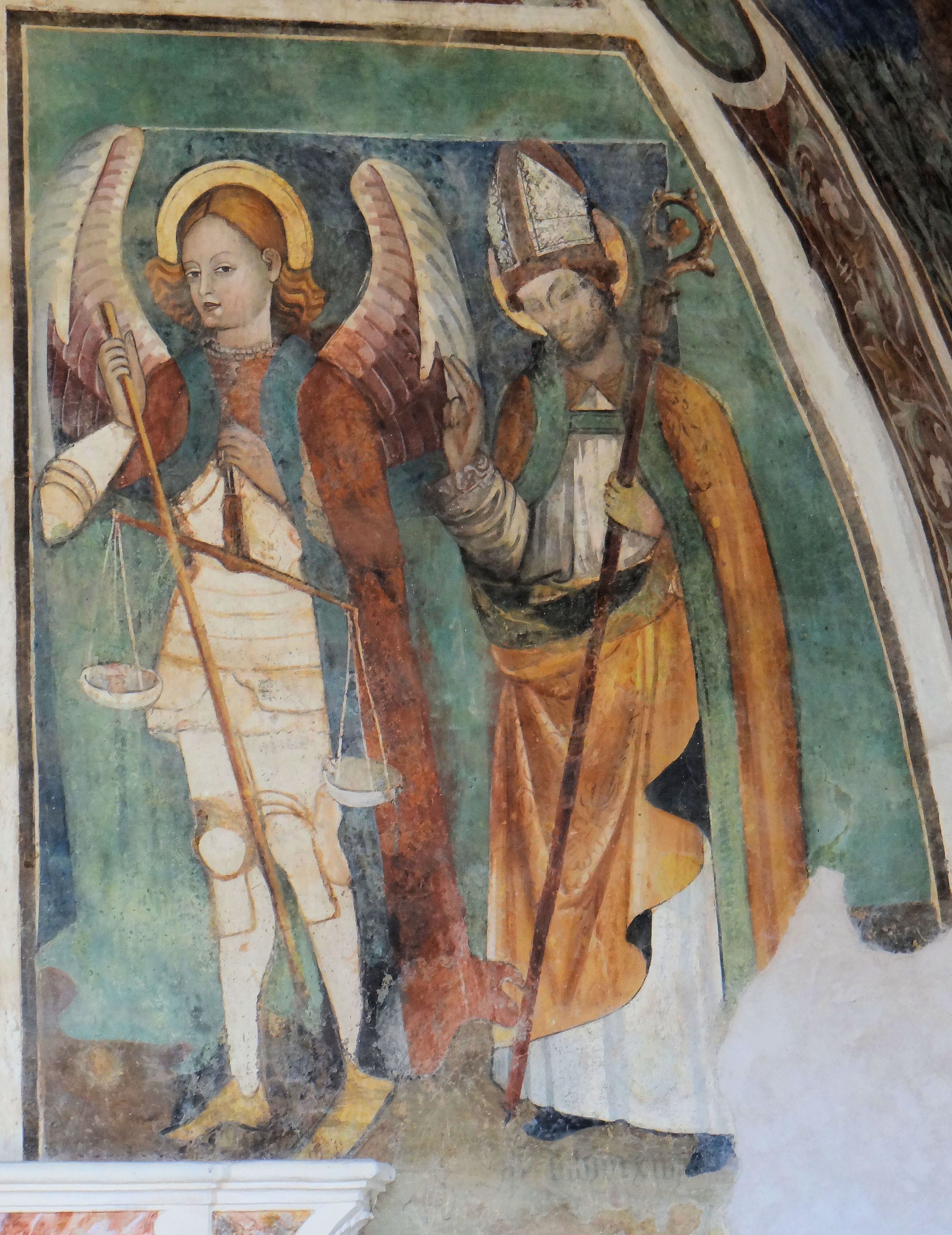
Chevet de la chapelle : saint Michel avec une lance et la balance servant à peser les âmes, saint Denis, à droite

Sur les deux côtés, de part et d'autre de l'autel, on peut voir :
- à gauche : représentations de la vie de Marie :

- présentation de Marie au Temple,
- mariage de la Vierge,
- annonciation,
- visitation de la Vierge Marie.
- à droite : scènes de l'enfance du Christ :

- nativité,
- adoration des mages,
- fuite en Égypte,
- massacre des Innocents.
D'autres tableaux sont peintes dans la partie de la chapelle avant l'autel :
- Saint Sébastien en jeune chevalier ;
- Saint Sébastien martyr ;
- Saints Crépin et Crépinien, patrons des cordonniers,
- La bonne et la mauvaise prière : le Christ en croix au milieu, à sa droite, un religieux agenouille prie. Des fils relient la bouche du religieux avec les plaies du Christ. Au pied de la Croix, un panneau portant le texte ; Si cor non orat in vanum ligua laborat (traduction : Si le cœur ne prie pas, la langue travaille en vain). Derrière le religieux, une chapelle. Cette scène est aussi représentée dans la chapelle Saint-Sébastien de Venanson.

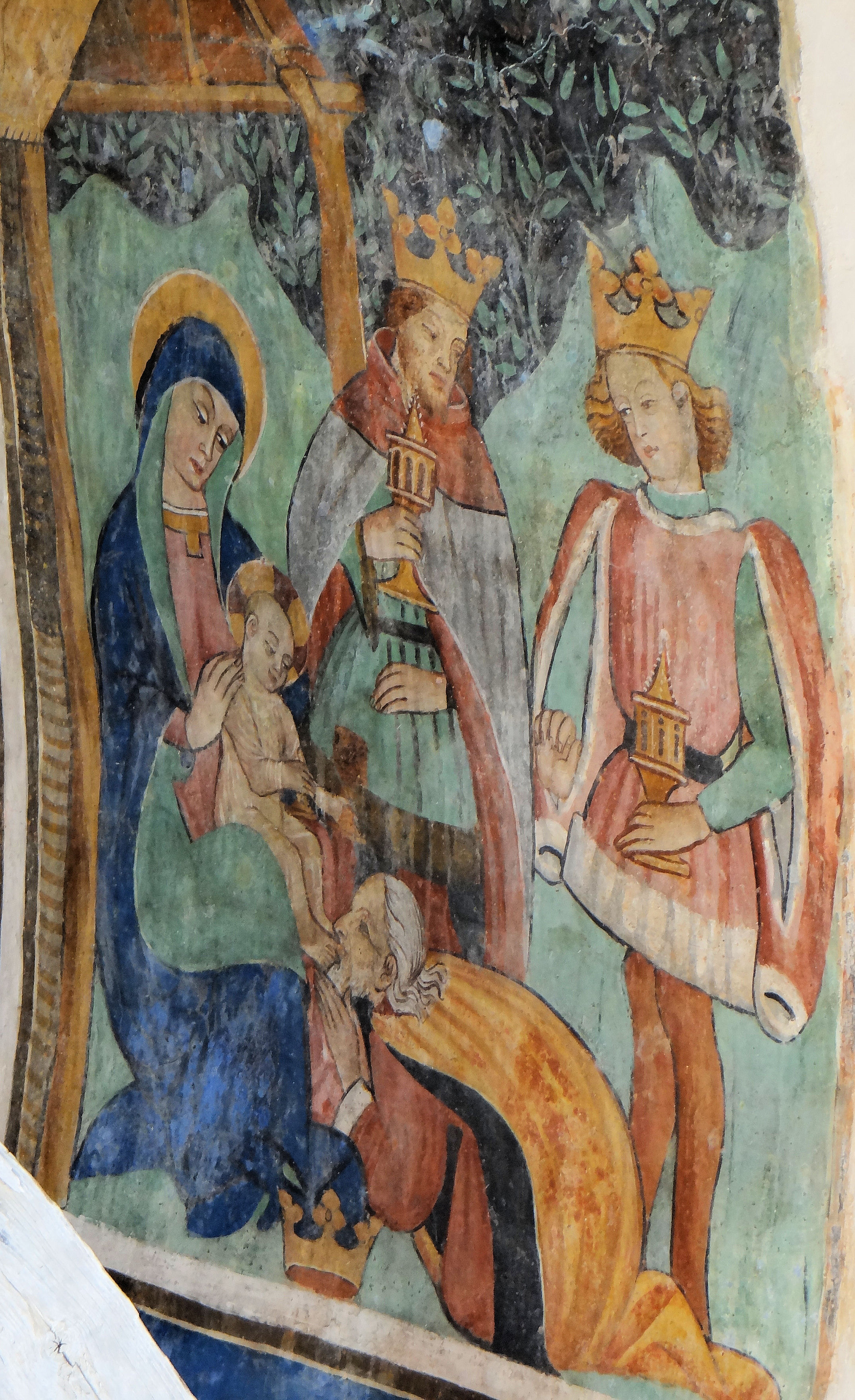
Côte droit : Adoration des mages
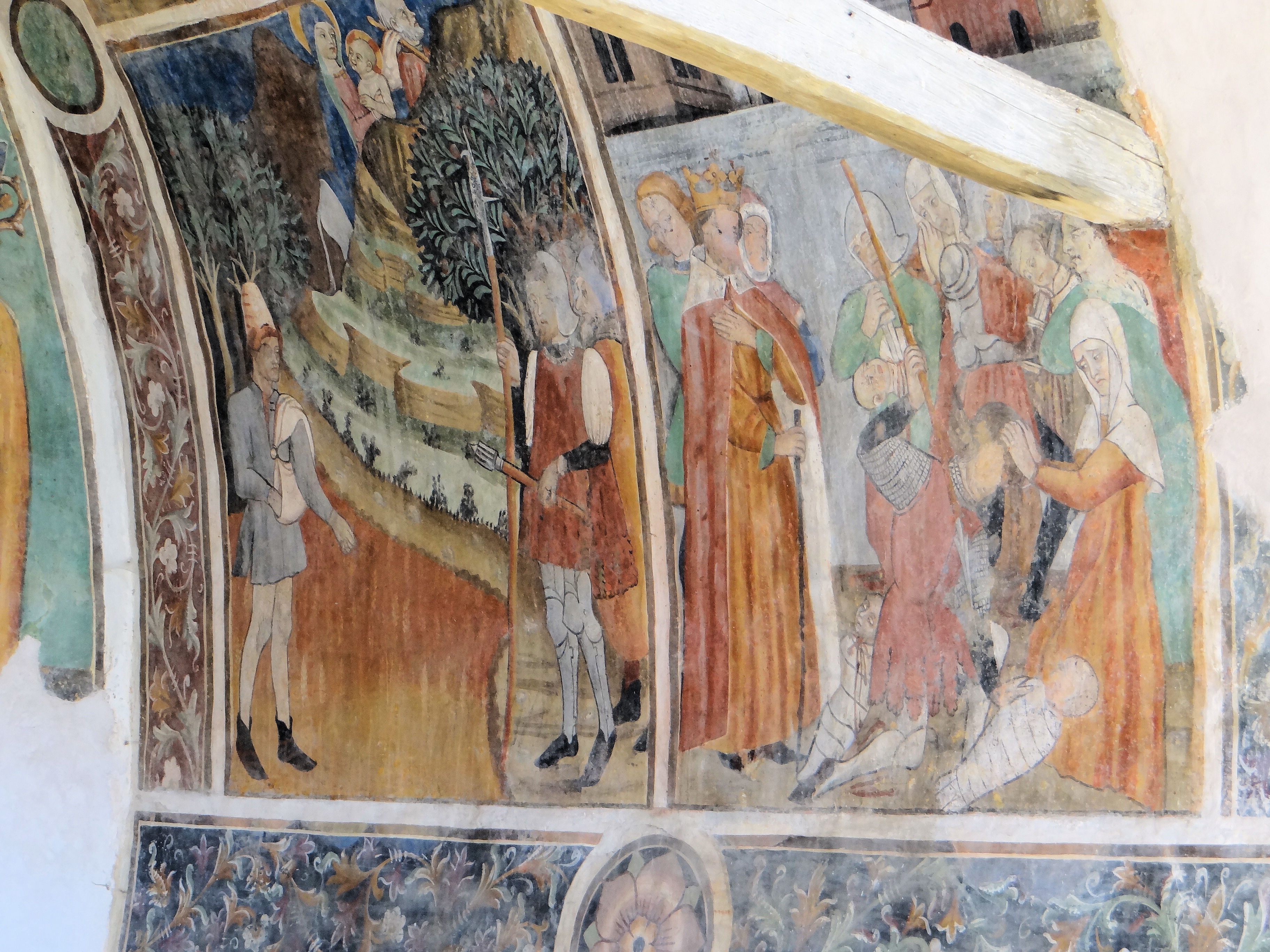
Côté droit : La fuite en Égypte et massacre des Innocents
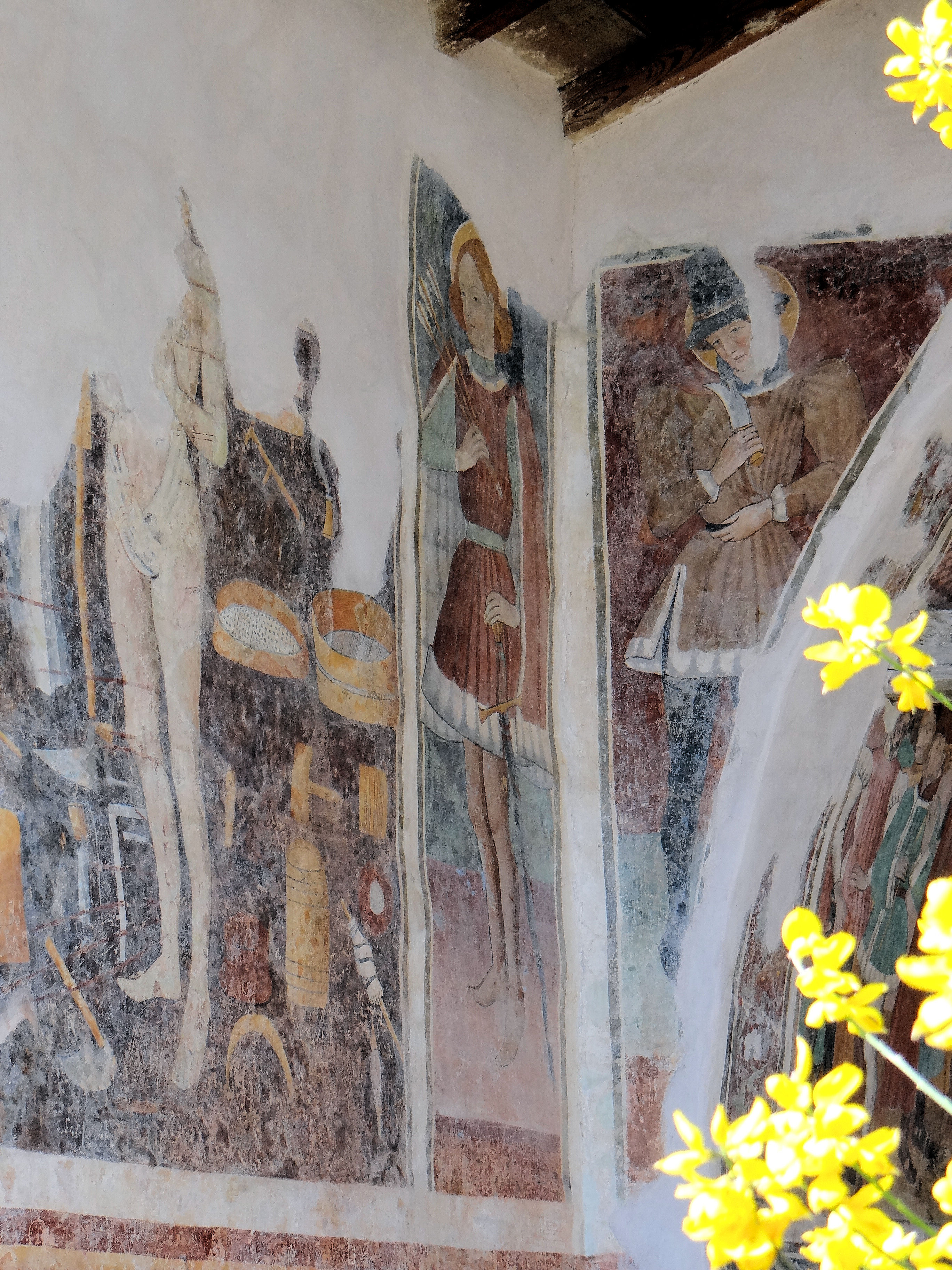
Côté gauche : Martyre de saint Sébastien, saint Sébastien en jeune chevalier, saint Crépin
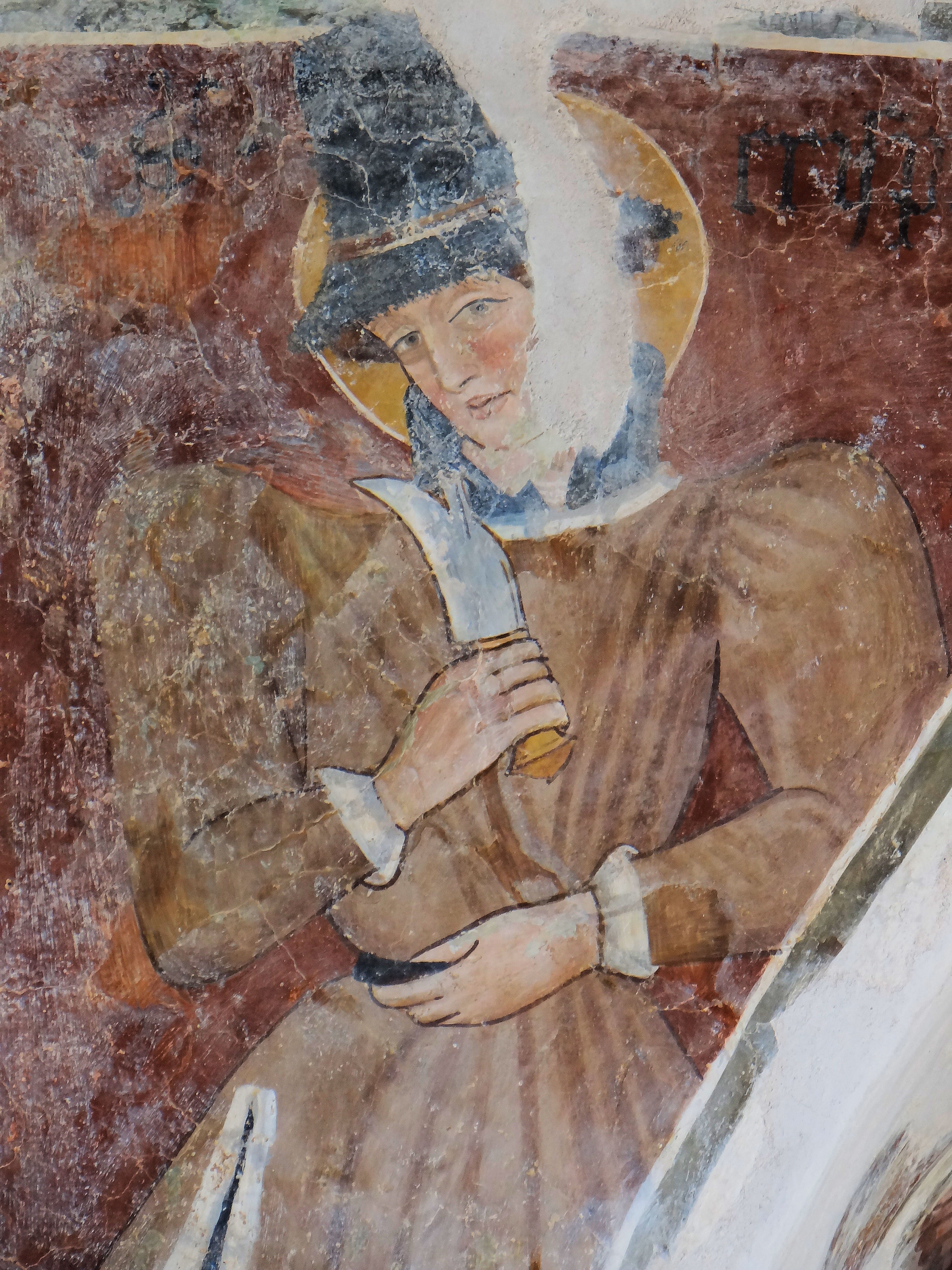
Côté gauche : Saint Crépin avec un tranchet, outil des cordonniers
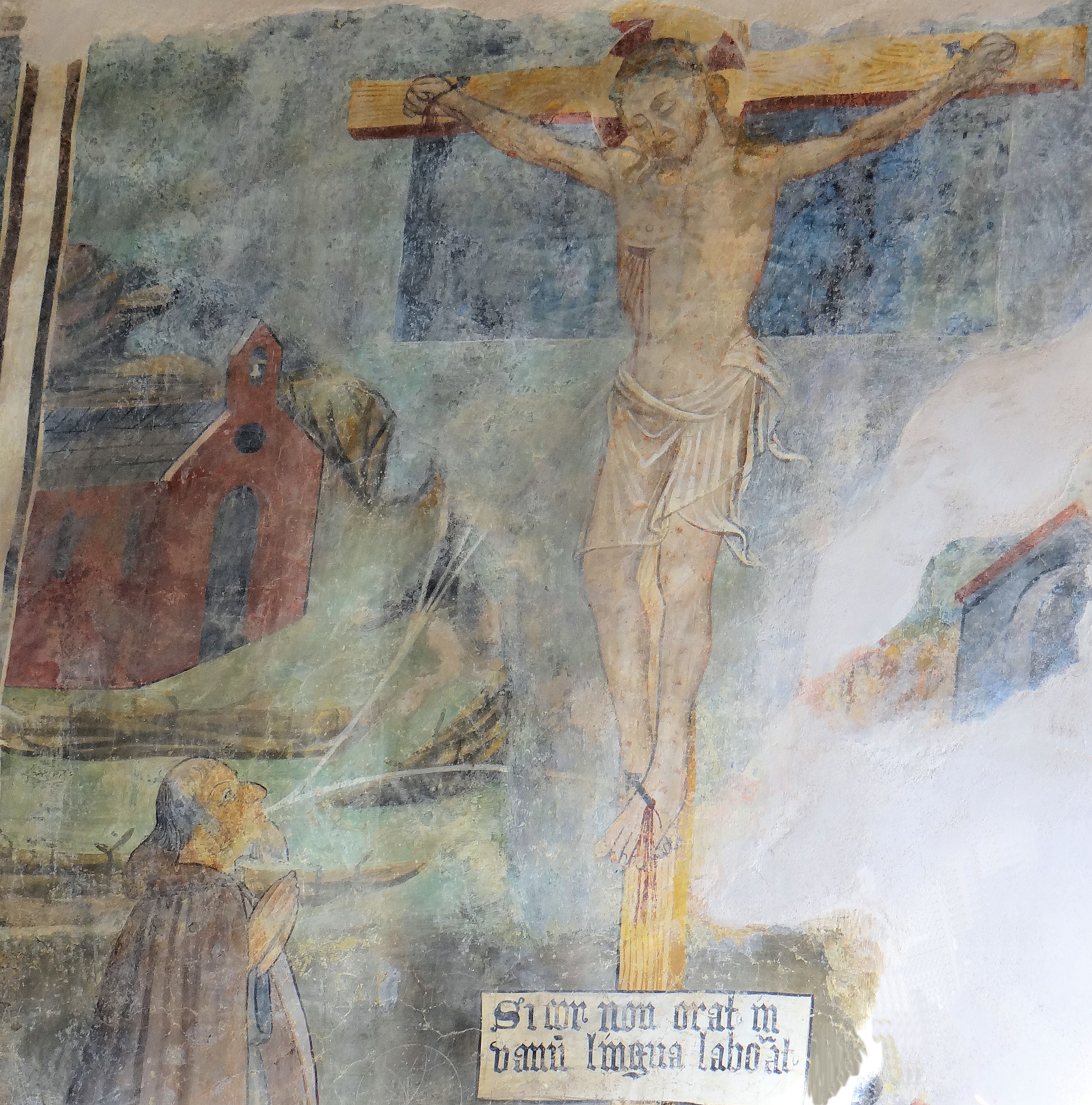
Côté droit : La bonne et la mauvaise prière